# Apfelsaftschorle
 (décembre 2020).
Si vous disposez d'ouvrages ou d'articles de référence ou si vous connaissez des sites web de qualité traitant du thème abordé ici, merci de compléter l'article en donnant les références utiles à sa vérifiabilité et en les liant à la section « Notes et références ».

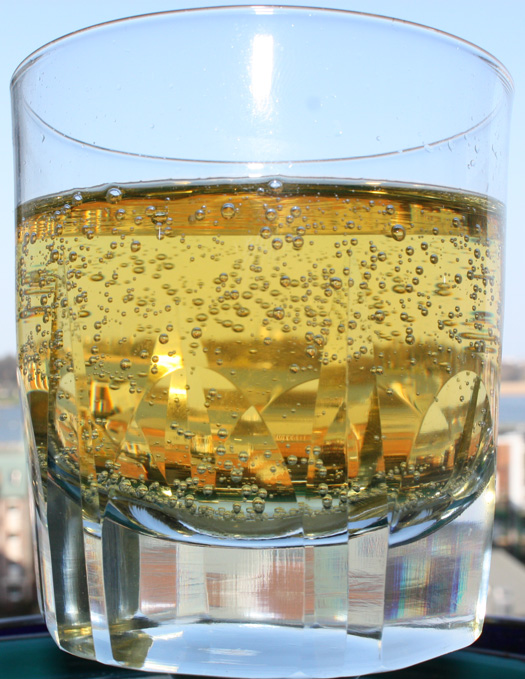
Un verre d'Apfelschorle.

L'Apfelschorle, ou Apfelsaftschorle, est une boisson populaire en Allemagne. Elle est composée d'un mélange d'eau minérale gazeuse et de jus de pomme. Plus généralement, cette boisson peut être un mélange d'eau gazeuse et de n'importe quel jus de fruit ; on parle alors de Fruchtsaftschorle.
L'Apfelschorle contient moins de calories et est moins sucré que le jus de fruit pur ce qui rend cette boisson populaire en été et auprès des sportifs. Cependant, la version commerciale de la boisson ne contient souvent que 40 % de jus de pomme et est sucrée pour compenser, ce qui la rend hypertonique et moins avantageuse pour le sport. Certaines marques contiennent jusqu'à 70 % de jus de fruits.
Lift, Gerolsteiner (qui vend aussi de l'eau minérale) et Bizzl sont des marques d'Apfelschorle vendues en Allemagne. La marque autrichienne Pfanner commercialise aussi l'Apfelschorle en Allemagne et en Autriche (Apfel gespritzt), mais la plupart du temps les bars et les restaurants effectuent eux-mêmes le mélange de jus de pomme et d'eau gazeuse. En France, il est possible de trouver le jus de pomme gazeux autrichien Pfanner (de) chez divers importateurs.